# 覚羅氏
覚羅氏（かくらし、ギョロ・ハラ、満州語:ᡤᡳᠣᡵᠣ
ᡥᠠᠯᠠ、転写：gioro hala、繁体字中国語: 覺羅、簡体字中国語: 觉罗、拼音: Juéluó）は、満洲に存在した満洲人の姓氏。覚羅はヌルハチの祖先が最初に定住した土地（現在の黒竜江省ハルビン市依蘭県一帯）の名を戴いた姓氏である。
覚羅氏の中、大まかな支流は九つ：
- アイシンギョロ氏（Aisin gioro hala、愛新覚羅氏、あいしんかくらし）、清朝の国姓、アイシンは「金」の意。
- イルゲンギョロ氏（Irgen gioro hala、伊爾根覚羅氏、いじこんかくらし）、満洲族八大姓の一つ。イルゲンは「民」の意。
- シリンギョロ氏（中国語版）（Sirin gioro hala、西林覚羅氏、せいりんかくらし）、シリンは「銅」の意。
- シュシュギョロ氏（中国語版）（Šušu gioro hara、舒舒覚羅氏、じょじょかくらし）、シュシュは「紫」または「高粱」の意。
- トゥンギャンギョロ氏（中国語版）（Tunggiyan gioro hala、通顔覚羅氏、つうがんかくらし）
- アヤンギョロ氏（中国語版）（Ayan gioro hala、阿顔覚羅氏、あがんかくらし）、アヤンは「蝋」の意。
- フルンギョロ氏（中国語版）（Hūlun gioro hala、呼倫覚羅氏、こりんかくらし）
- チャラギョロ氏（中国語版）（Cara gioro hala、察喇覚羅氏、さつらかくらし）、チャラは「高杯」または「焼嘴焼眼」の意。
- アハギョロ氏（中国語版）（Aha gioro hala、阿哈覚羅氏、あごうかくらし）、アハは「奴僕」の意。
- ギャムフギョロ氏（Giyamuhū gioro hala、嘉穆瑚覚羅氏、がもくこかくらし）
- ヤルフギョロ氏（Yarhū gioro hala、雅爾祜覚羅氏、がじごかくらし）